# 루추

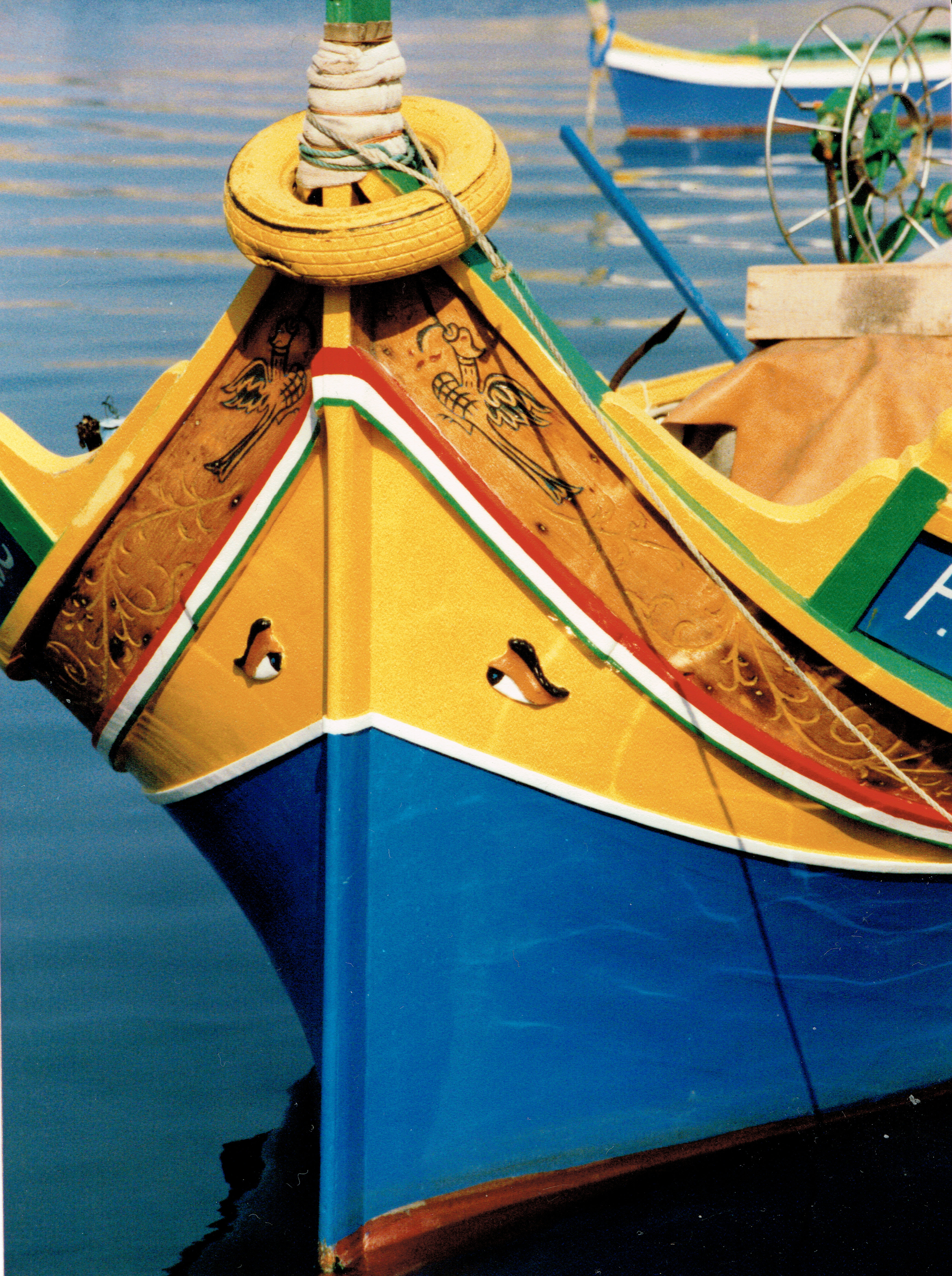
몰타의 루추

루추(mt; pl. luzzijiet)는 몰타 섬의 전통 어선이다. 이 배는 페릴라와 같은 훨씬 더 오래된 몰타 전통 배와 매우 유사하지만, 20세기 초에 발전했다. 일반적으로 밝은 색상으로 칠해져 있으며, 선수에는 한 쌍의 눈이 그려져 있다.

## 이름
루추라는 단어는 아마도 시칠리아어 구추(guzzu)에서 유래했을 것이며, 구추 자체는 이탈리아어 gozzo와 동족일 것이다. 구추는 이탈리아와 시칠리아에서 사용되는 일반적인 어선 또는 운송선이다.

## 역사

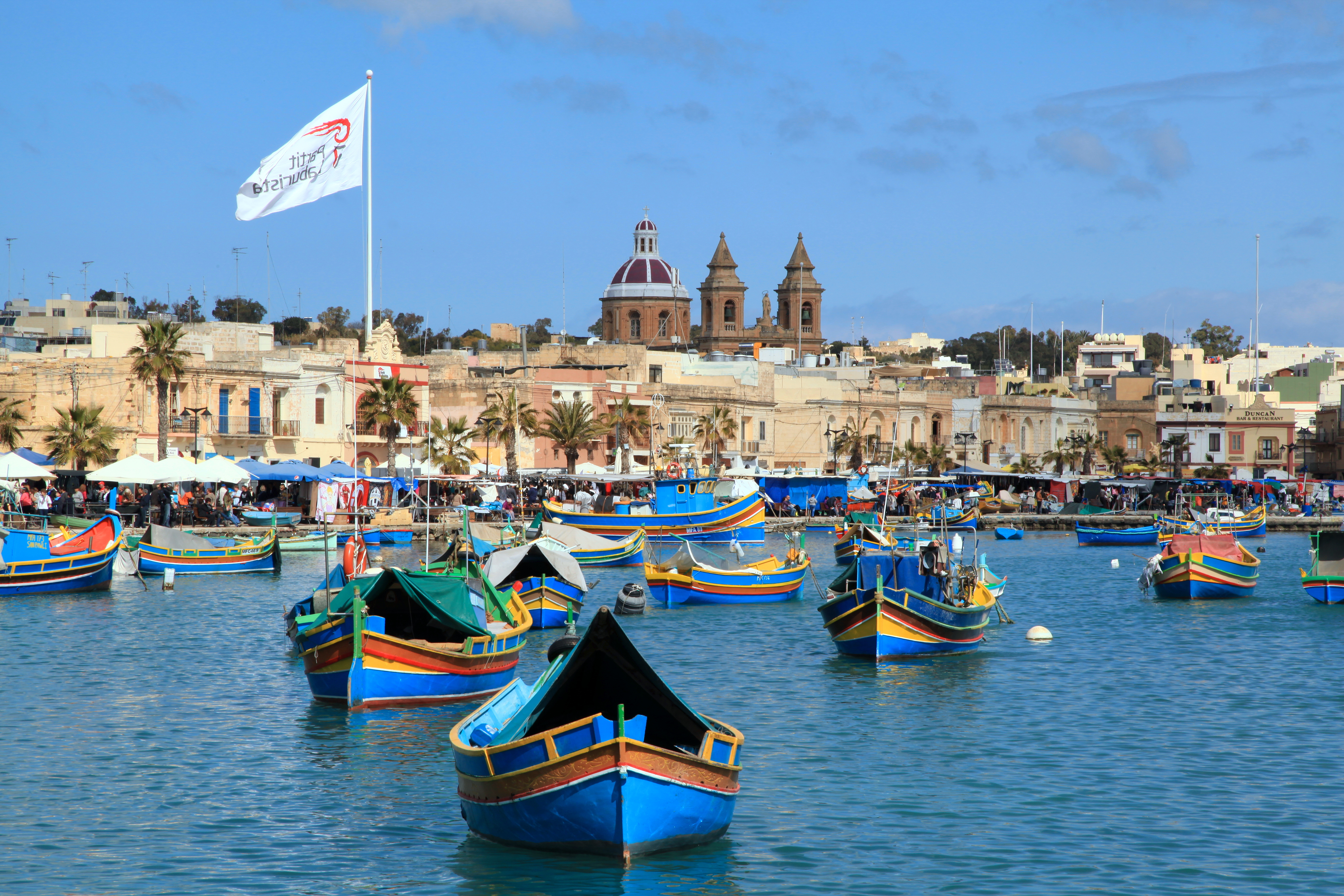
다양한 루추가 있는 마르사실로크 항구

이탈리아의 고추는 1880년대에 몰타를 자주 방문했으며, 루추의 디자인은 20세기 초에 고추에서 진화한 것으로 여겨진다. 이 배는 몰타의 페릴라와도 유사하지만, 루추는 건현이 더 높고 선미가 더 짧으며 더 튼튼한 목재로 만들어졌다.
1948년 10월 30일, 몰타에서 고조 섬으로 승객을 태우고 가던 과적 루추가 Ħondoq ir-Rummien 해상에서 전복되어 침몰하여 23명이 사망했다.
초기 루추는 주로 운송용으로 사용되었지만, 동력화된 후에는 어선으로 인기를 얻었다. 현대적인 버전의 배에는 갑판이 있으며, 일부는 선실이 있다. 오늘날에는 새로운 루추가 건조되지 않지만, 특히 마르사실로크에는 수백 척의 배가 여전히 운항 중이다. 일부 루추는 관광객을 위한 여객선으로 개조되었지만, 대다수는 여전히 어선으로 사용되고 있다.

## 설명
루추는 튼튼하고 카벨 공법으로 만들어진 이중 선미 선체 보트이다. 원래 루추는 노와 돛을 갖추고 있었지만, 오늘날에는 거의 모든 배가 동력화되어 있으며, 선내 디젤 엔진이 가장 흔하다.
배는 노란색, 빨간색, 녹색, 파란색의 밝은 색으로 칠해져 있으며, 선수 부분에는 한 쌍의 눈이 그려져 있다. 이 눈은 고대 페니키아 풍습(고대 그리스인과 이집트인도 행함)의 현대적 잔재일 수 있으며, 호루스의 눈 또는 오시리스의 눈이라고 불린다. 이 눈은 바다에서 어부들을 보호한다고 한다.
2016년, 몰타 대학교의 앤서니 아퀼리나 교수는 루추의 색상 팔레트를 선택할 때 적용되는 몇 가지 전통적인 규칙이 있다고 밝혔다.
붉은 갈색 또는 마룬색은 일반적으로 흘수선을 표시하기 위해 배의 아래쪽 절반에 칠해졌지만, 배 소유주의 지역은 콧수염 모양의 '무스타치' 색상으로 식별할 수 있었다. '무스타치'는 배의 아래쪽 절반 위에 있는 콧수염 모양의 띠로, 그 특징 때문에 이름이 붙여졌다. 예를 들어, 빨간색 무스타치는 배가 성 바울 만 출신임을 나타낸다. 레몬 노란색은 음시다 또는 성 줄리안 출신임을 나타내고, 황토색은 마르사실로크 및 마르사스칼라 지역 출신임을 나타낸다. 무스타치가 검은색으로 칠해져 있으면 가족 중 사망에 대한 애도를 나타냈다.
마르사실로크는 특히 항구에서 운항하는 수많은 루추 및 유사 선박으로 유명하다. 루추는 종종 몰타의 상징으로 여겨진다.